# Alfredo Robles Domínguez
Alfredo Robles Domínguez (Guanajuato, 1876 - Mexico-Stad, 1928) was een Mexicaans politicus en militair.
Robles studeerde techniek en sloot zich aan bij de Nationale Antiherverkiezingspartij (PNA) van Francisco I. Madero tegen de dictator Porfirio Díaz, en leidde Madero's revolutie in het midden en zuiden van het land. Na de omverwerping van en moord op Madero door Victoriano Huerta in 1913 sloot hij zich aan bij het Constitutionalistisch Leger. Hij ondertekende namens dat leger het verdrag van Teoloyucan dat de val van Huerta bezegelde en was vervolgens enige tijd gouverneur van het Federaal District. Van 1917 tot 1918 had hij zitting in de Kamer van Afgevaardigden. Robles Domínguez was kandidaat voor het presidentschap in 1920 en haalde 4% van de stemmen.
- Library of Congress Control Number: n82041099
- Virtual International Authority File: 50566099
- WorldCat: E39PBJxrQM7hKmvpKqRWpBbWXd